# Phytoecia pustulata
Phytoecia pustulata es una especie de escarabajo longicornio del género Phytoecia, subfamilia Lamiinae. Fue descrita científicamente por Schrank en 1776.
Se distribuye por Albania, Alemania, Armenia, Austria, Azerbaiyán, Bosnia y Herzegovina, Bulgaria, Crimea, Croacia, España, Francia, Grecia, Hungría, Irán, Italia, Kazajistán, Macedonia, Moldavia, Nueva Guinea, Polonia, Portugal, Rumania, Rusia, Eslovaquia, Eslovenia, Suiza, Chequia, Turquía, Ucrania y Yugoslavia. Posee una longitud corporal de 5-9 milímetros. El período de vuelo de esta especie ocurre en abril, mayo, junio, julio, agosto y septiembre.
Parte de su alimentación se compone de plantas de la familia Asteraceae.

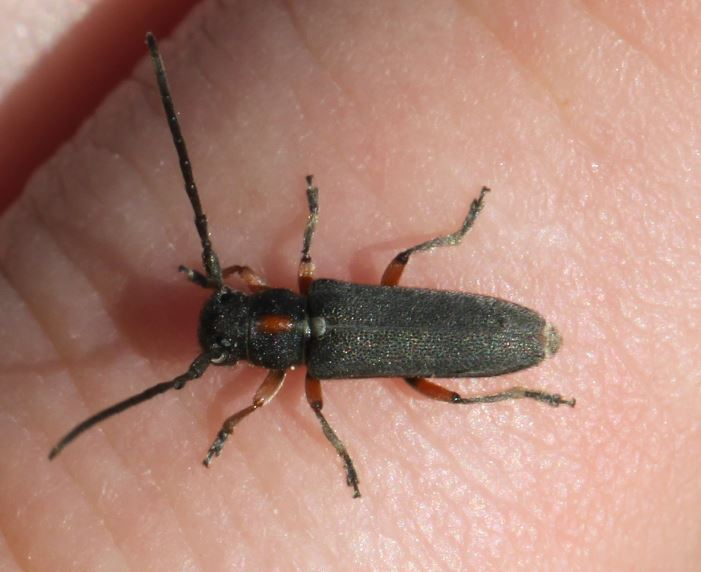
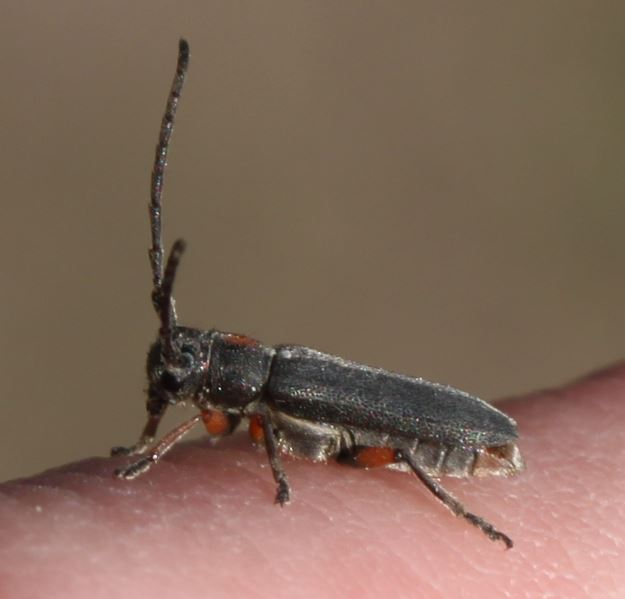